# Jambgi(K.D), Mudhol
Jambgi(K.D) là một làng thuộc tehsil Mudhol, huyện Bagalkot, bang Karnataka, Ấn Độ.